# Sainte-Adèle
Ne doit pas être confondu avec Saint-Adelme.
Pour les articles homonymes, voir Adèle.
Sainte-Adèle est une ville canadienne au Québec, chef-lieu de la MRC des Pays-d'en-Haut, dans la région des Laurentides.
Située à environ 70 kilomètres au nord de Montréal, elle est desservie par la route 117 et l'autoroute 15, des tronçons de la route Transcanadienne. Sainte-Adèle est au cœur des montagnes des Laurentides et est traversée par la rivière du Nord. Son économie repose principalement sur le tourisme, le ski et l'industrie hôtelière.

## Toponymie
Sainte-Adèle doit son nom à Augustin-Norbert Morin, le fondateur de la communauté, qu'il a nommée du prénom de sa femme, Adèle Raymond, laquelle était par ailleurs la sœur de Mgr Joseph-Sabin Raymond.

## Histoire

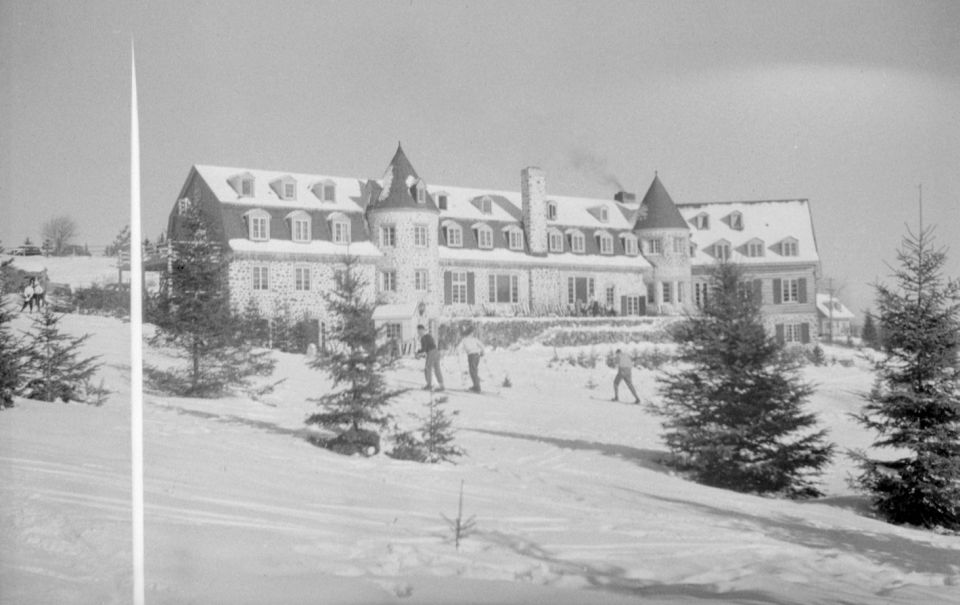
Hôtel Le Chantecler en 1942

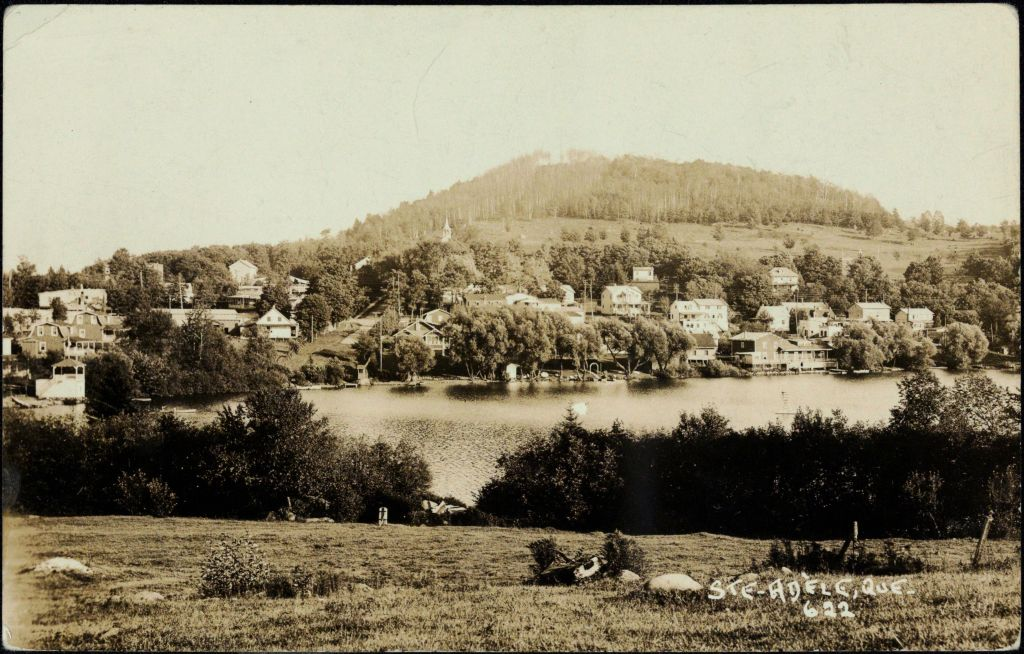
Sainte-Adèle, carte postale, vers 1920-1948

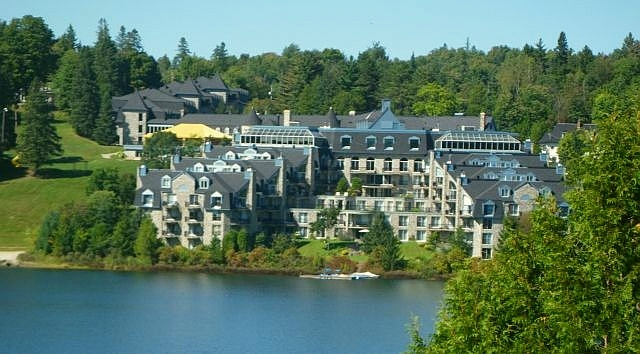
Hôtel Le Chantecler en 2009

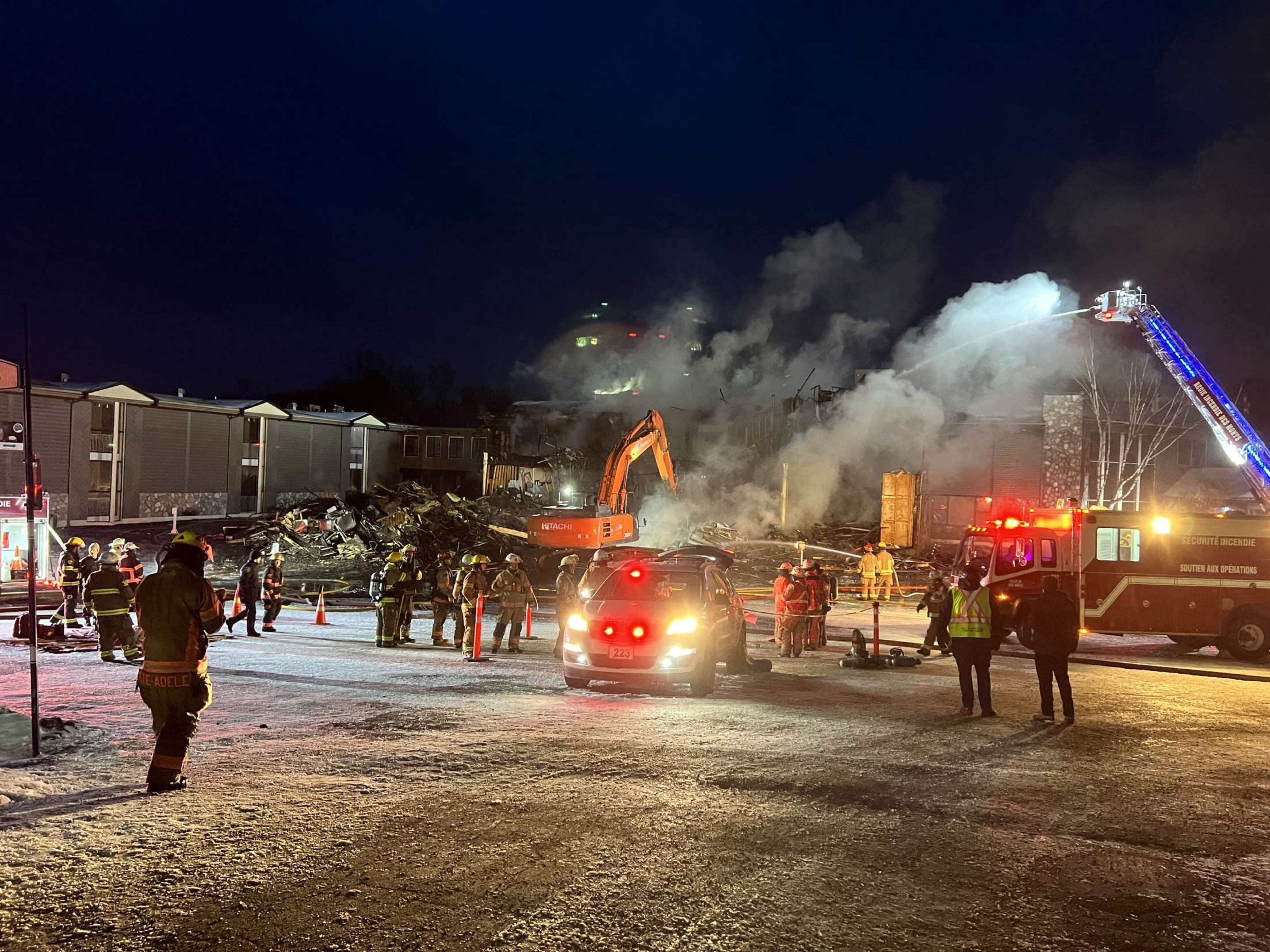
Hiver 2022. Incendie majeur à l'Hôtel Mont-Gabriel. Des dommages importants au bâtiment.

Le territoire de Sainte-Adèle est situé en partie sur l'ancienne seigneurie de l'Augmentation-des-Mille-Îles ainsi qu'à cheval sur trois anciens cantons : le canton d'Abercrombie, le canton de Morin et le canton de Wexford. 
La région est fondée par Augustin-Norbert Morin, et il laisse son nom à plusieurs endroits et institutions locales, tels que Val-Morin, Morin-Heights, l'école secondaire A.-N.-Morin, la rue Morin, etc. 
La municipalité de la paroisse de Sainte-Adèle est fondée le 1er juillet 1855. Elle fait alors partie du comté de Terrebonne et ce, jusqu'à la dissolution de ce dernier en 1983.
Une voie de chemin de fer est construit, et le premier train du Canadien Pacifique arrive dans la municipalité en 1891. Le chemin de fer est d'abord utilisé principalement pour transporter le bois, le bétail, les produits laitiers et le courrier.
En 1991, le chemin de fer est démoli et transformé en piste cyclable : le parc linéaire Le P'tit Train du Nord. La ville a depuis cessé de favoriser l'industrie du tourisme en faveur du développement résidentiel. 
En 1997, Sainte-Adèle fusionne avec Mont-Rolland.
En 2006 et 2007, les deux stations de ski du centre du village étaient fermées, le côté nord de la station de ski Chantecler restant ouvert tout comme le mont Gabriel. Également au cours de cette période, beaucoup de terres sont utilisées pour la construction de condominiums et logements, afin d'attirer plus de résidents permanents dans la région.
En 2009, les taxes municipales sont doublées comparativement à ce qu'elles étaient au début des années 1990 afin de refléter la forte demande immobilière de la région.
Chronologie
- 1842 : Augustin-Norbert Morin achète des terres dans la région de Sainte-Adèle, dont le nom n'existe pas encore. Il donne par la suite le nom du village en l'honneur de sa femme, Adèle Raymond.

- 1855 : Fondation de Sainte-Adèle. Premier maire : Isidore Legault, constructeur de l'église.
- 1862 : Sainte-Agathe se sépare de Sainte-Adèle, par décision de l'évêque Ignace Bourget.
- 1878 : Le docteur Wilfrid Grignon, père de Claude-Henri Grignon, arrive à Sainte-Adèle. Il est maire pendant deux mandats, de 1886 à 1892, puis de 1898 à 1904.
- 1891 : Arrivée du premier train à Sainte-Adèle (les gros « chars »).
- 1897 : Comme il n'y a pas de sainte Adèle canonisée, Mgr Paul Bruchési renomme l'église paroissiale l'église de l'Immaculée-Conception.
- 1902 : Jean-Baptiste Rolland décide d'y installer une usine de papier d'emballage : la Rolland.
- 1918 : La municipalité du village de Mont-Rolland est créée, se séparant de Sainte-Adèle.
- 1922 : Val-Morin obtient son autonomie à cause d'une querelle sur l'emplacement d'un pont sur la rivière du Nord à Val-David. Sainte-Adèle est scindée en deux municipalités : Paroisse et Village.
- 1933 : Claude-Henri Grignon termine l'écriture d'Un homme et son péché, roman qui est à l'origine de films et du célèbre téléroman Les Belles Histoires des pays d'en haut.
- 1941 à 1951 : Claude-Henri Grignon, à l'instar de son père, est également maire de Sainte-Adèle.
- 1948 : Fondation par Philippe Fermanian du cinéma Pine au coin de la rue Morin et du boulevard de Sainte-Adèle, à cette date la plus ancienne salle de cinéma opérant au Québec sous la même administration.
- 1948 : Les administrateurs du Chantecler demandent au ministère des Affaires municipales le droit de créer le « Village of Chantecler », sans succès.
- 1952 : Inauguration du premier lieu de culte protestant : la Sainte-Adèle Protestant Church, affiliée à l'Église Unie du Canada[6]. La paroisse devient francophone en 2009 sous le nom d'Église Unie de Sainte-Adèle[7].
- 1954 : Mont-Gabriel devient une municipalité de neuf habitants.
- 1957 : Le Sainte-Adèle Lodge, très fréquenté par les militaires durant la guerre pour son cabaret, devient l'hôtel Montclair.
- 1959 : Inauguration de la deuxième église protestante adéloise : la St. Christopher's Anglican Church, affiliée à l'Église anglicane du Canada[6]. Elle ferme ses portes en 1986[6].
- 1964 : La Paroisse absorbe le Village. Cette fusion est très fortement encouragée par le gouvernement du Québec. Sainte-Adèle devient une ville.
- 1967 : Le Journal des Pays-d'en-Haut est fondé par Maurice Aveline.
- 1967 : Le Village de Séraphin est fondé par Fernand Montplaisir.
- 1968 : Annexion du Sommet Bleu (Mont-Rolland) par Sainte-Adèle.
- 1981 : Mont-Rolland absorbe Mont-Gabriel.
- 1991 : Démolition de la voie ferrée. Le parc linéaire le P'tit train du Nord est né pour la plus grande joie des cyclistes et skieurs de fond.
- 1997 : Fusion de Sainte-Adèle et de Mont-Rolland qui recrée presque l'entité administrative du début du siècle passé.

## Géographie
La rivière aux Mulets, à l'ouest, et la rivière Doncaster, à l'est, confluent avec la rivière du Nord à l'ouest du centre-ville. Cette dernière traverse la municipalité du nord au sud.

## Démographie
| 1991  | 1996  | 2001  | 2006   | 2011   | 2016   | 2021   |
| ----- | ----- | ----- | ------ | ------ | ------ | ------ |
| 4 916 | 5 837 | 9 215 | 10 634 | 12 137 | 12 919 | 14 010 |

## Administration
Les élections municipales se font en bloc et suivant un découpage de six districts.
| Sainte-Adèle Maires depuis 2001                                                                                      |                    |                                                                 |          |
| Élection | Maire              | Qualité                                                         | Résultat |
| 2001 | Jean-Paul Cardinal |                                                                 | Voir     |
| 2005 | Jean-Paul Cardinal | Voir                                                            |          |
| 2007 | Marlène Houle      | Mairesse-suppléante                                             | Voir     |
| 2008 | Claude Descôteaux  |                                                                 | Voir     |
| 2009 | Réjean Charbonneau |                                                                 | Voir     |
| 2013 | Réjean Charbonneau | Voir                                                            |          |
| 2016 | Robert Milot       | Candidat caquiste dans Labelle en 2012 et dans Bertrand en 2014 | Voir     |
| 2017 | Nadine Brière      |                                                                 | Voir     |
| 2021 | Michèle Lalonde    |                                                                 | Voir     |
| Élection partielle en italique Depuis 2005, les élections sont simultanées dans toutes les municipalités québécoises |                    |                                                                 |          |

## Attraits
Sainte-Adèle comprend trois montagnes de ski : Ski Chantecler, les Pentes 40-80 (fermé) et le Mont-Gabriel. Elle a cinq terrains de golf : le Chantecler, La Vallée de Sainte-Adèle, le Mont-Gabriel, l'Alpine et celui de l'hôtel Le Chantecler. La ville compte aussi plusieurs restaurants et deux salles de cinémas, qui appartiennent toutes deux au Cinéma Pine, le plus ancien cinéma opérant au Québec avec son administration familiale originale.

## Éducation
La Centre de services scolaire des Laurentides administre les écoles francophones. On trouve à Sainte-Adèle deux écoles primaires francophones : l'école Saint-Joseph (secteur Sainte-Adèle), l'école Chante-au-Vent (secteur Mont-Rolland). Il y a une école secondaire francophone (A.-N.-Morin) qui, aujourd'hui, compte environ 1 200 élèves, qui viennent principalement des villes de Sainte-Adèle, Saint-Sauveur, Morin-Heights, Piedmont, Sainte-Marguerite-du-Lac-Masson et Sainte-Anne-des-Lacs.
La Commission scolaire Sir Wilfrid Laurier administre les écoles anglophones :
- École primaire Saint-Adèle (secteur Sainte-Adèle)[11]
- École secondaire Laurentian Regional (en) à Lachute[12]

## Culture populaire
C'est dans cette ville que l'histoire de Séraphin Poudrier fut créée avec des œuvres comme le téléroman Les Belles Histoires des pays d'en haut, le film Séraphin : Un homme et son péché, l'œuvre littéraire Un homme et son péché et un autre téléroman Les Pays d'en haut, en 2016.

## Médias
Le Journal des Pays-d'en-Haut est le journal officiel de Sainte-Adèle.